# Petita Suïssa luxemburguesa

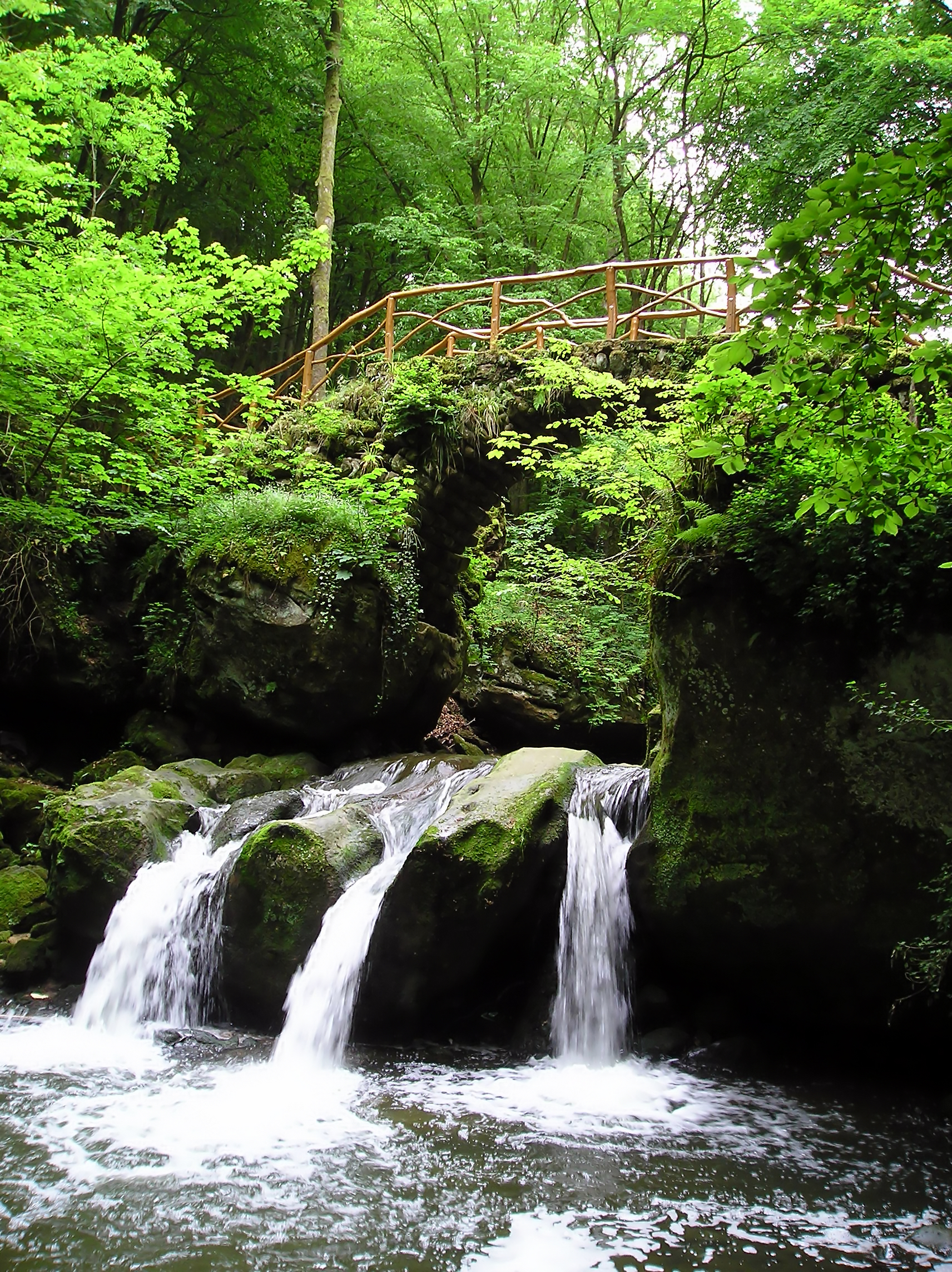
El salt de Schiessentümpel de prop de Waldbillig.

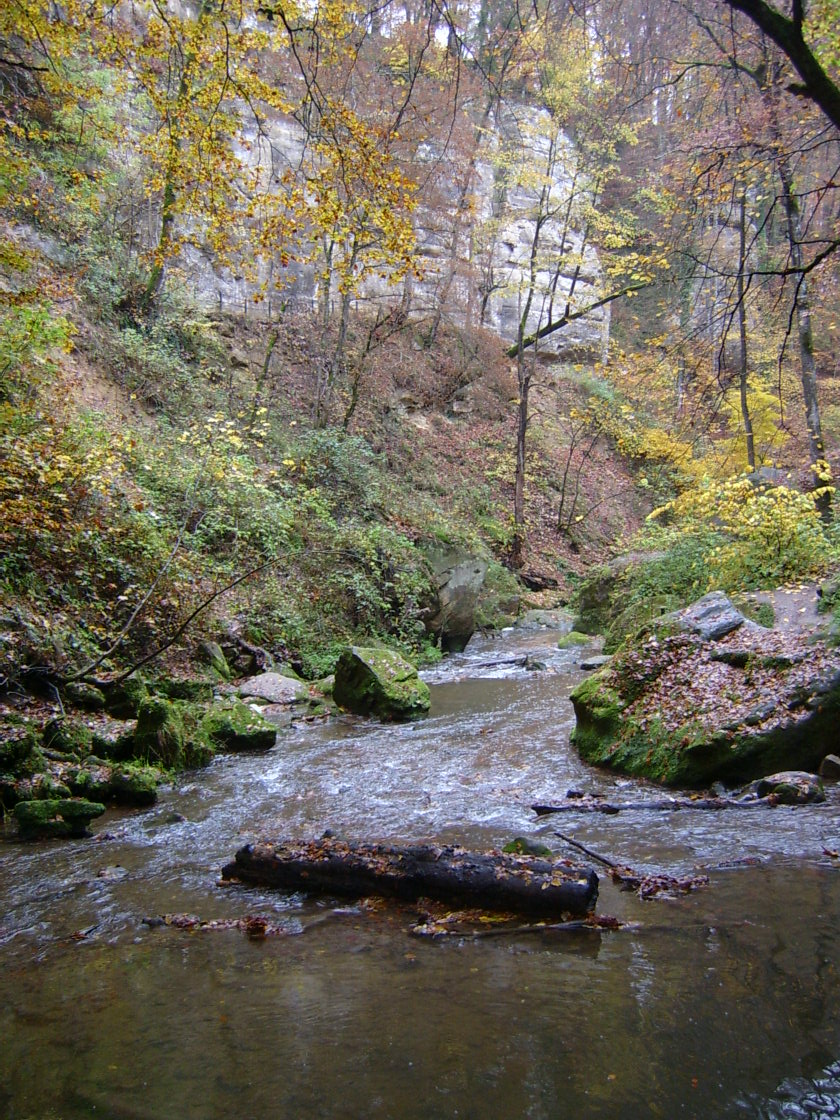
Paisatge típic.

La Petita Suïssa luxemburguesa (també anomenada Mullerthal) és el nom donat a una zona muntanyosa a l'est del Gran Ducat de Luxemburg, a prop de la frontera amb Alemanya. El nom de «Petita Suïssa» ve donat pel paisatge envoltat de pujols de les valls de la regió. El punt culminant està a solament 414 metres d'altitud. Geològicament, es caracteritza per espectaculars formacions de gres de Luxemburg.
La Petita Suïssa de Luxemburg és la subregió més petita de Luxemburg. A causa del seu petit territori, que abasta només el 7% del territori nacional, només té una ciutat important, Echternach -que és la ciutat més antiga del país)-. Les petites ciutats de Beaufort, Berdorf i Consdorf també es troben a la regió.